# Muziris
Muziris is een geslacht van spinnen uit de familie springspinnen (Salticidae).

## Soorten
De volgende soorten zijn bij het geslacht ingedeeld:
- Muziris calvipalpis (L. Koch, 1867)
- Muziris carinatus Simon, 1909
- Muziris doleschalli (Thorell, 1878)
- Muziris epigynatus Strand, 1911
- Muziris gracilipalpis Strand, 1911
- Muziris leptochirus (Thorell, 1881)
- Muziris wiehlei Berland, 1938